# Río Portuguesa
El Río Portuguesa, conocido también como Río La Portuguesa o Río de la Portuguesa, es un río de Venezuela que lleva ese nombre en honor a una joven y hermosa doncella, esposa de don Melchor Luis (uno de los fundadores de la ciudad de Guanare, fechada en 3 de noviembre de 1591), quien murió ahogada en aquella aventura colonizadora. Recorre de oeste a este el territorio del Estado de Portuguesa, el oeste de Guárico y el sur del Estado Cojedes, dentro de la Región Centro Occidental.
Su caudal permite la navegación de embarcaciones menores.

## Geografía
Nace en la cordillera de los Andes, cerca de la población portugueseña de Biscucuy. Fluye a lo largo de 600 km hasta desaguar en el Río Apure, y tiene una cuenca de aproximadamente 80.000 km² de superficie, donde se ubican un grupo de ciudades importantes, como Barquisimeto, Valencia, San Carlos, Guanare, Acarigua y Nirgua, entre otras.
En su recorrido por las tierras pertenecientes a la región de Los Llanos forma meandros y derramaderos, uno de los cuales da origen a los esteros de Camaguán. Entre sus afluentes más importantes destacan: Río Acarigua, Río Morador, Río Guache, Río Ospino, Río Cojedes, Río Guanare, Río Boconó, Río Tiznados y Río Pao.
En la extensa área que cubre la cuenca, las aguas del río son utilizadas con diferentes fines, entre los que sobresale el riego para los cultivos de arroz, maíz, sésamo, algodón, bananos, y tabaco.
- Datos: Q3647941
- Multimedia: Portuguesa River / Q3647941